# Карпиони, Джулио
Джулио Карпиони (итал. Giulio Carpioni; 1613, Венеция — 29 января 1678, Виченца) — итальянский живописец и гравёр эпохи раннего барокко.

## Биография
Родившийся, вероятно, в Венеции в 1613 году, Карпиони был учеником известного живописца позднего маньеризма Падованино (Алессандро Варотари). В 1631 году последовал за ним в Бергамо, где познакомился с искусством ломбардских мастеров. Вскоре после этого художник отправился в Рим. В Венеции он изучал творчество Тициана, в Риме — произведения «римского классициста» Никола Пуссена.
На формирование индивидуального стиля Карпиони повлияло также творчество Карло Сарачени, других караваджистов и тенебриста Жана Леклерка.
Художник был близко знаком с венецианским живописцем Пьетро делла Веккья. С 1636 года и до самой смерти жил в Виченце. Умер в 1678 году, будучи весьма богатым человеком.

## Творчество
Джулио Карпиони писал картины на мифологические и библейские сюжеты, фрески, гравировал по собственным рисункам и оригиналам других художников. Самые ранние из известных датированных работ — два люнета: «Прославление Подесты Винченцо Дольфина» (1647) и «Прославление Подесты Джироламо Брагадина» (1648), ныне хранящиеся в Муниципальном музее Виченцы.
За ними последовали «Мученичество Святой Екатерины» (1648; Виченца, церковь Санта-Катарина), автопортрет (Пинакотека Брера), росписи на мифологические сюжеты (ок. 1650, Кальдоньо), «Поклонение волхвов» (ок. 1650, Виченца, Музей Чивико).
Картины художника хранятся в музеях и частных коллекциях по всему миру — галереях Уффици, Дрездена, Музеe истории искусств Вены, Городском музее Коррер в Венеции, Музее Эшмола в Оксфорде и других.

## Галерея

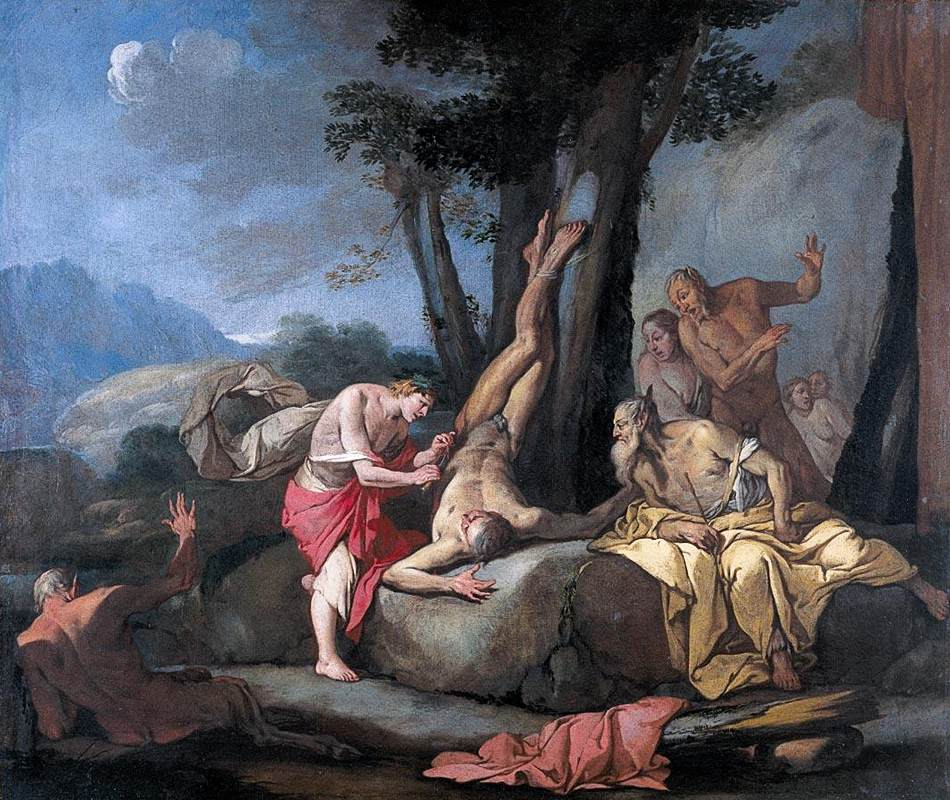
Аполлон и Марсий. 1660-е гг. Холст, масло. Частное собрание
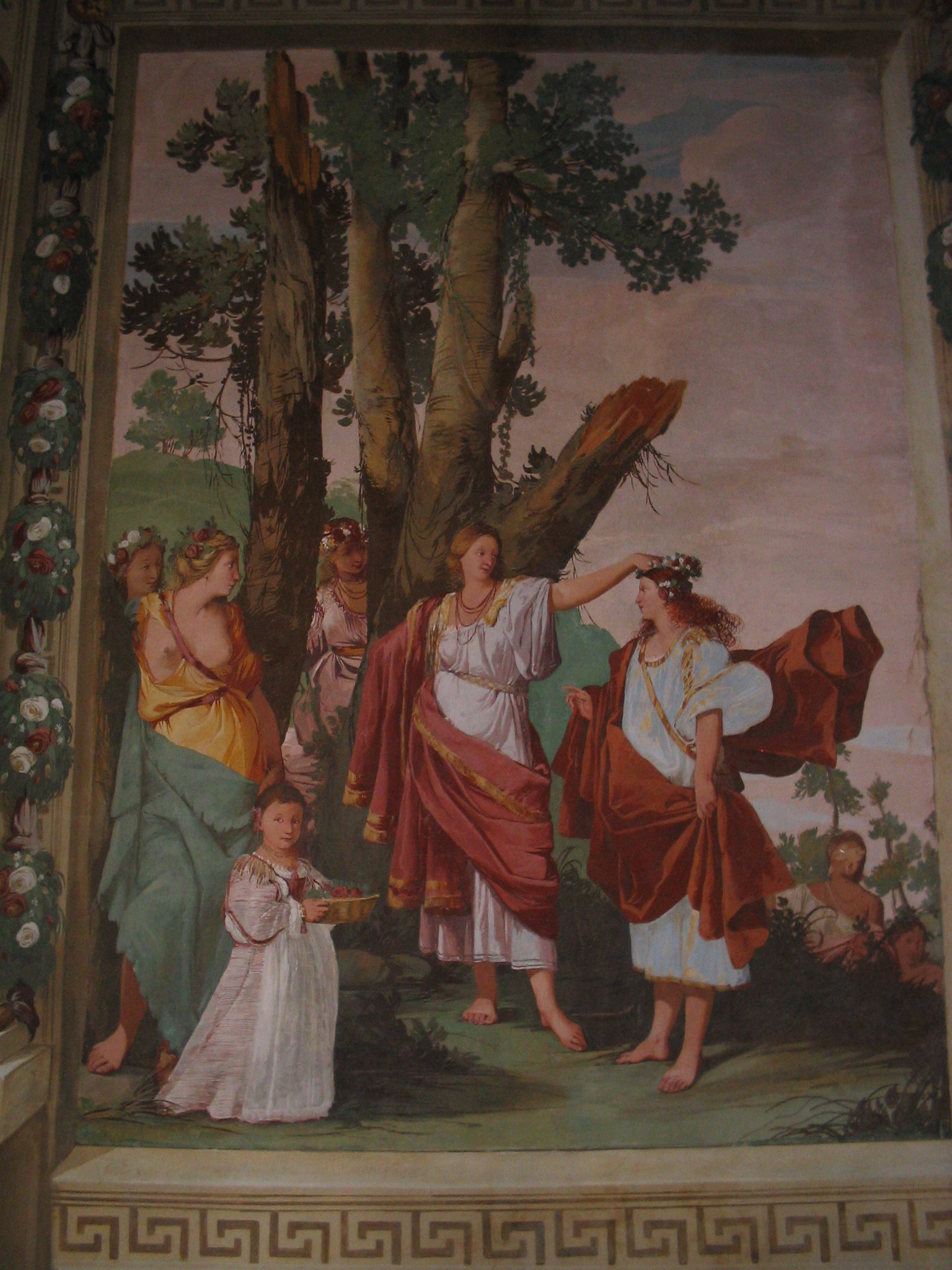
Фреска виллы в Кальдоньо
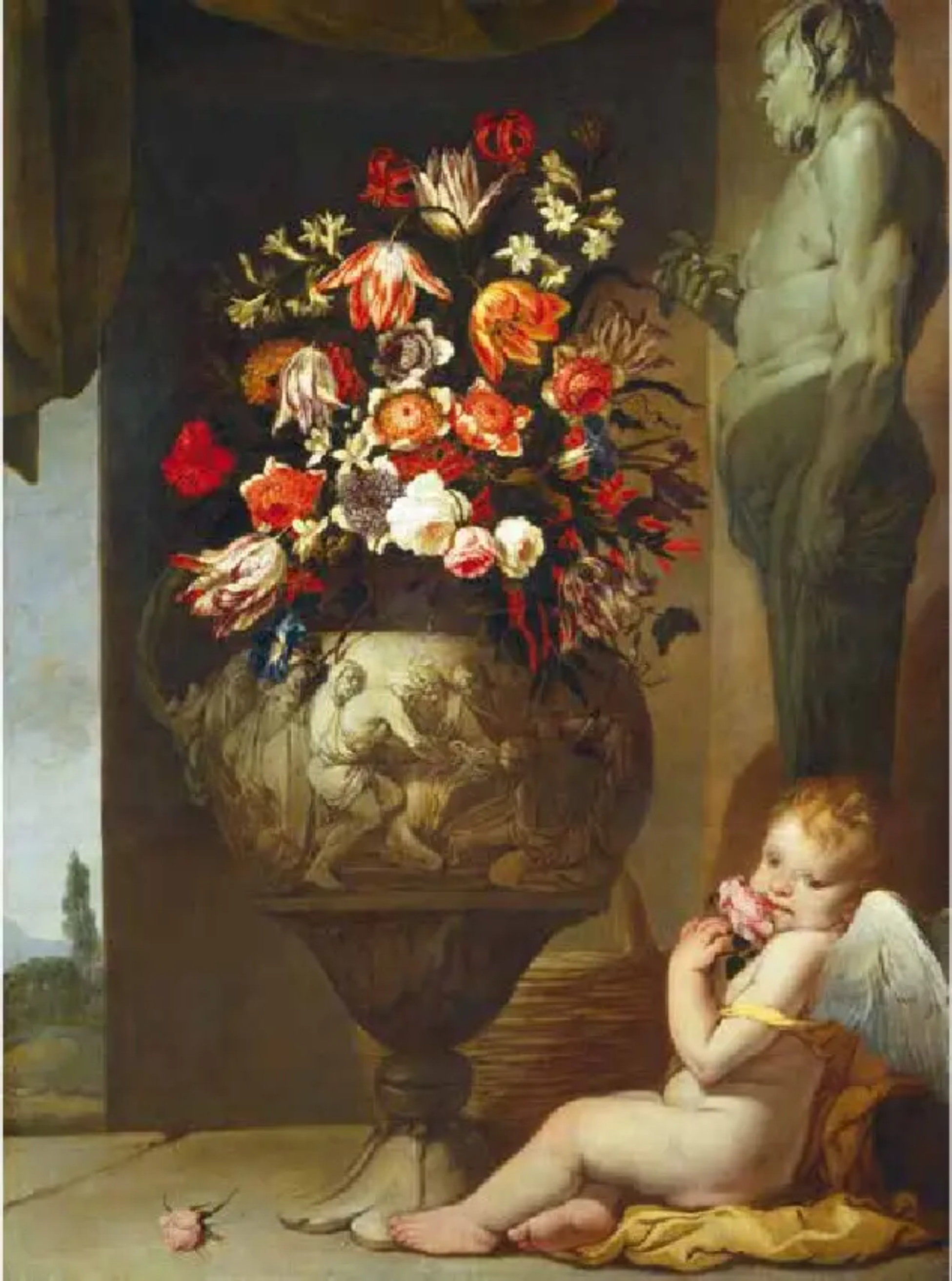
Обоняние. 1670-е гг. Холст, масло. Частное собрание
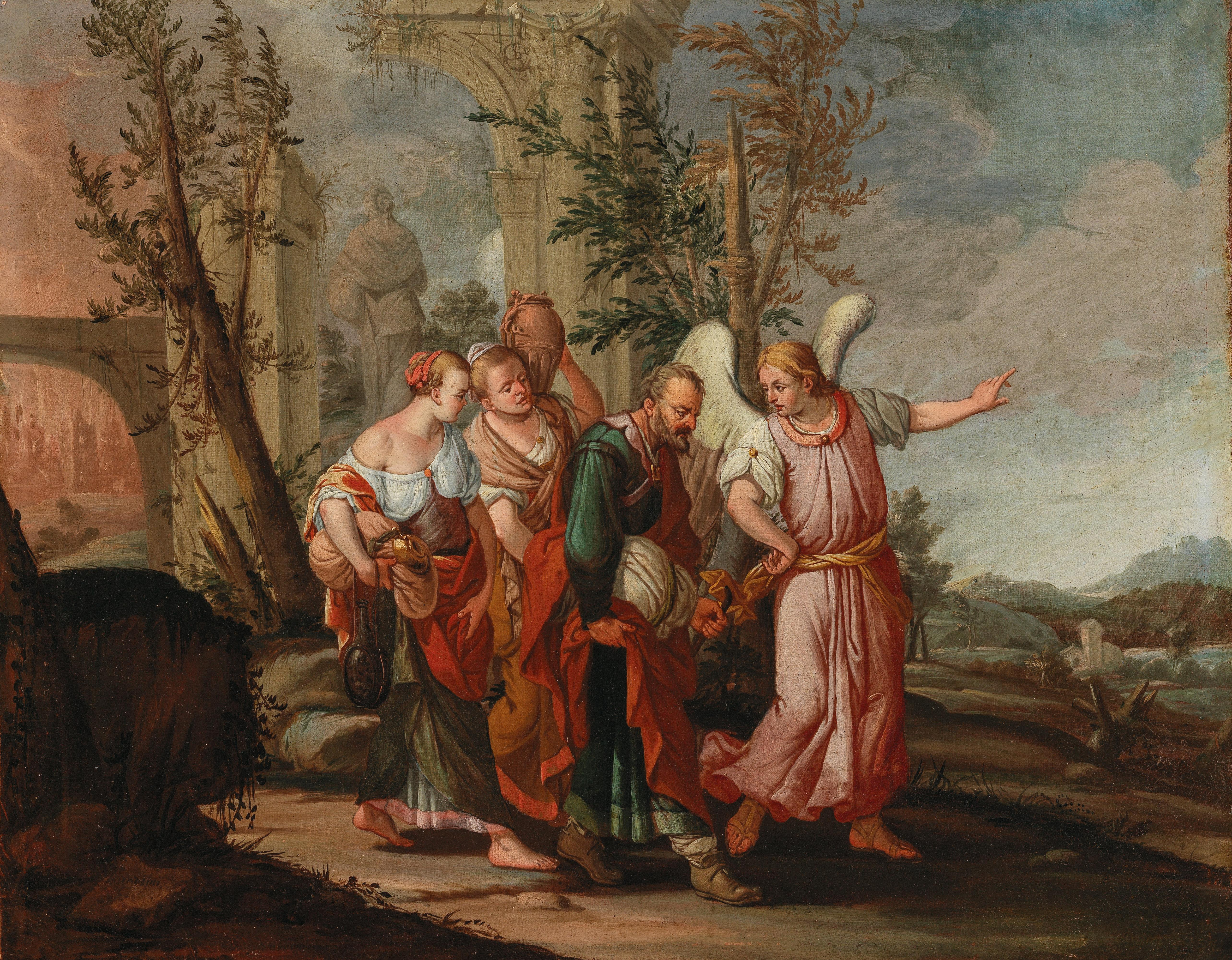
Лот с дочерьми. 1670-е гг. Холст, масло. Частное собрание
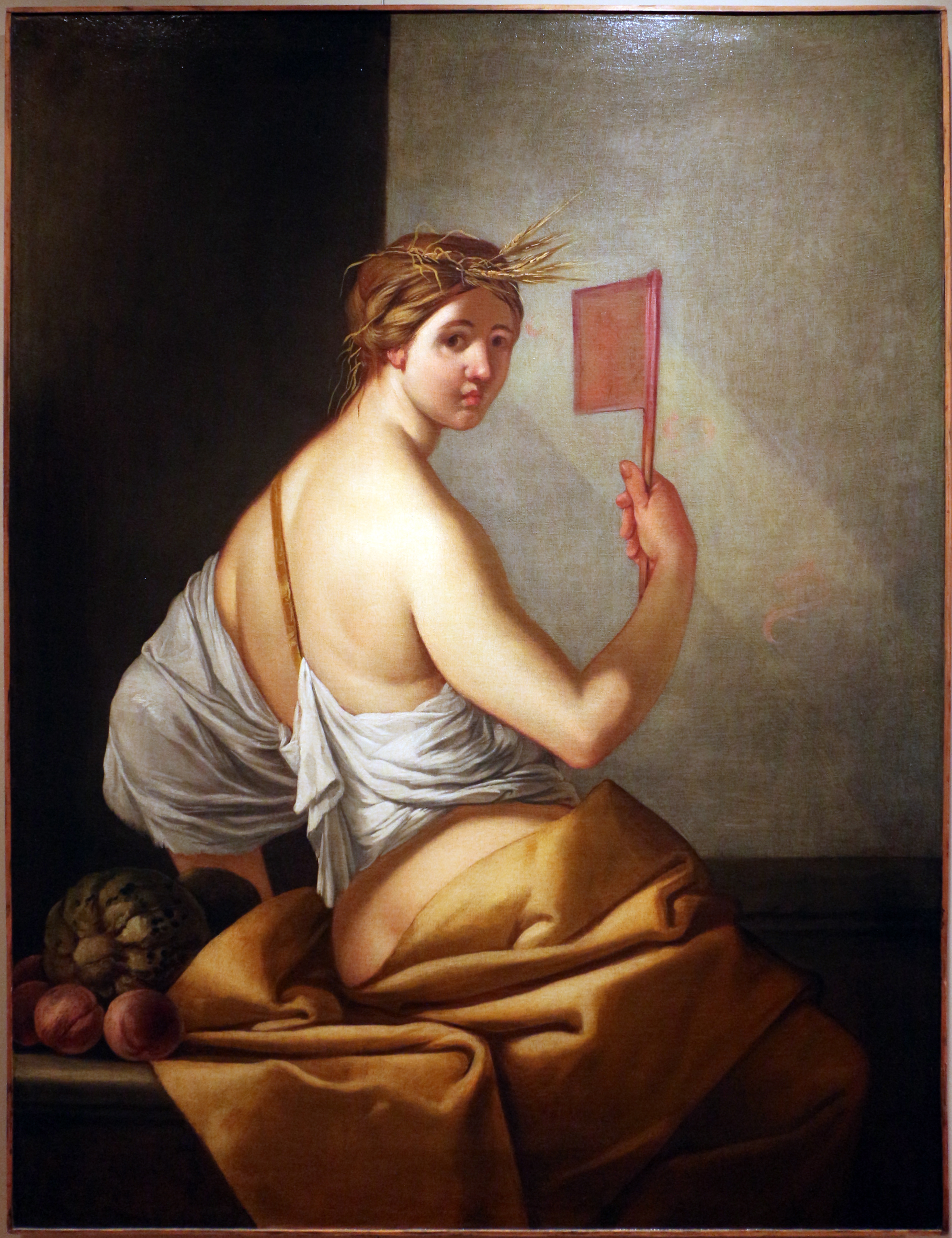
Лето. Музей венецианского сеттеченто. Ка-Реццонико, Венеция
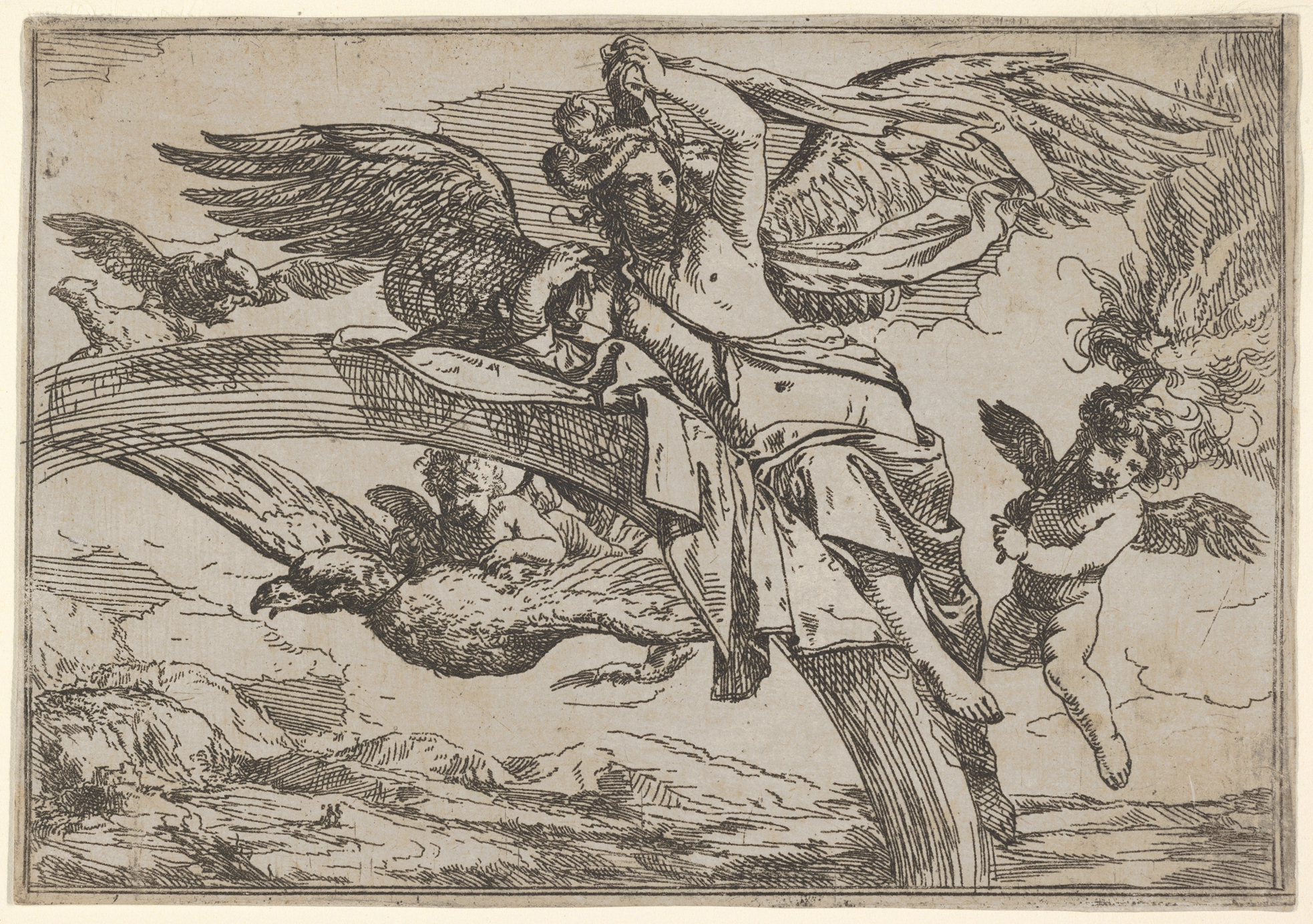
Воздух, представленный Иридой, лежащей на радуге, в сопровождении крылатого путти с факелом и еще одного крылатого путти верхом на орле. Офорт из серии «Элементы»